# Sinai-Halbinsel
Die Sinai-Halbinsel [ˈziː.na.i] (arabisch سيناء, DMG Sīnāʾ) ist eine überwiegend zu Ägypten gehörende Halbinsel.

## Geographie

### Physische Geographie
Die Sinai-Halbinsel liegt auf der Afrikanischen Platte zwischen dem afrikanischen Kontinent und der arabischen Halbinsel, von der sie geologisch durch den Jordangraben getrennt ist. Sie ist geographisch Asien zugeordnet. Die etwa 61.000 km² große Landmasse ragt bis ins Rote Meer hinein und ist etwas kleiner als Irland. Westlich der Halbinsel liegt der Golf von Sues, östlich der Golf von Akaba. Die Halbinsel stellt das Bindeglied zwischen Asien und Afrika dar. Die Landschaft ist wüstenhaft und besonders im Süden von schroffen, kahlen Gebirgen geprägt.
at-Tih ist der Name der nördlichen Sandwüste des Sinais, in alten Schriften auch Wüste Sur genannt. Es ist ein Schichttafelland zwischen Nordsinai und dem Gebirge, zu dem der Berg Sinai und der Katharinenberg (Dschabal Katrina) – mit 2637 m Höhe die höchste Erhebung der Halbinsel – gehören. Mit 20 mm bis 50 mm Niederschlag pro Jahr handelt es sich dabei um die unwirtlichste Gegend der Halbinsel. Dagegen ermöglichen Niederschläge von 150 mm bis 200 mm im Südsinai Nomaden, ihr Vieh in Wadis und an Berghängen zu halten. Der Katharinenberg ist auch die höchste Erhebung des Staates Ägypten.
|  |  |

### Besiedlung
Die Halbinsel ist in zwei Gouvernements unterteilt. Im Norden liegt das Gouvernement Schimal Sina mit der Hauptstadt al-Arisch an der Mittelmeerküste, mit etwa 128.000 Einwohnern (2005) die größte Stadt des Sinai. Im Süden ist das Gouvernement Dschanub Sina mit der Hauptstadt at-Tur.
Noch etwa die Hälfte der insgesamt etwa 1,3 Millionen Bewohner der Halbinsel sind Beduinen, die sich auf knapp 20 Stämme verteilen und nur noch teilweise ein nomadisches Leben führen. Sie leben von Viehzucht (Ziegen, Schafe, Dromedare), an der Ostküste auch vom Fischfang und zunehmend vom Tourismus als Führer von Kameltouren durch die Wüste oder in der touristischen Infrastruktur an der Küste.
Das orthodoxe Katharinenkloster liegt im Süden des Sinai in der Nähe der Ortschaft Milga unterhalb des 2285 Meter hohen Berges Sinai. Es stammt aus dem 6. Jahrhundert und ist damit eines der ältesten noch erhaltenen Klöster der Christenheit.
Im Norden der Halbinsel wird der As-Salam-Kanal gebaut. Dabei wird Wasser aus dem Nil zur Bewässerung großer trockener Gebiete unter dem Sueskanal hindurch geleitet. Das erste Teilstück wurde 1997 fertiggestellt. An der Südspitze der Halbinsel liegen die Stadt Scharm asch-Schaich mit vielen Hotels und der unbewohnte Ras-Mohammed-Nationalpark.
|  |  |

## Geschichte

### Prähistorie
Runde prähistorische Steinbauten, sogenannte Nawamis, finden sich im südlichen und östlichen Sinai. Die in Trockenmauerwerkstechnik errichteten und mit Kraggewölben versehenen Gebäude aus Sandsteinplatten sind Totenmale. Bereits im 4. Jahrtausend v. Chr. wurde das prädynastische Ägypten vom Sinai aus mit Kupfer versorgt. In großer Zahl in Hujayrat al-Ghuzlan gefundene Gussformen haben Ähnlichkeit mit den Kupferbarren aus Maadi.

### Altägyptische Zeit
Die Sinai-Halbinsel gehörte seit der frühdynastischen Zeit zum Einfluss- oder Machtbereich des Alten Ägypten. Die Halbinsel hatte bedeutende Türkislagerstätten. Die ältesten dokumentierten Abbaugebiete sind die Minen vom Wadi Maghara. Bereits im dritten Jahrtausend v. Chr. wurden mehrere Expeditionen in diese Region unternommen, um Türkis abzubauen. Über den nördlichen Sinai und den Gazastreifen erfolgten im Altertum immer wieder militärische Operationen nach Retjenu. Von dort aus gab es auch mehrere Einwanderungswellen asiatischer Stämme und Nomaden.

### Biblische Überlieferung
Der Sinai war nach der biblischen Überlieferung zu einem Großteil der Schauplatz des Pentateuch und anderer Stellen des Alten Testaments, insbesondere der Geschichte vom Auszug aus Ägypten sowie vom Bund mit dem Gott JHWH, der Mosesgeschichte, dem Empfang der 10 Gebote und dem Beginn der israelitischen Landnahme.

### Römische und Arabische Zeit
Der Sinai war Teil der römischen Provinz Arabia Petraea, die im Jahr 106 durch Kaiser Trajan eingerichtet wurde. Im Jahr 395 fiel die Provinz an Ostrom. Seitdem die Araber in den Jahren 640 und 642 die Truppen Ostroms in Ägypten besiegt hatten, ist die Halbinsel Teil der islamischen Welt.

### Neuzeit

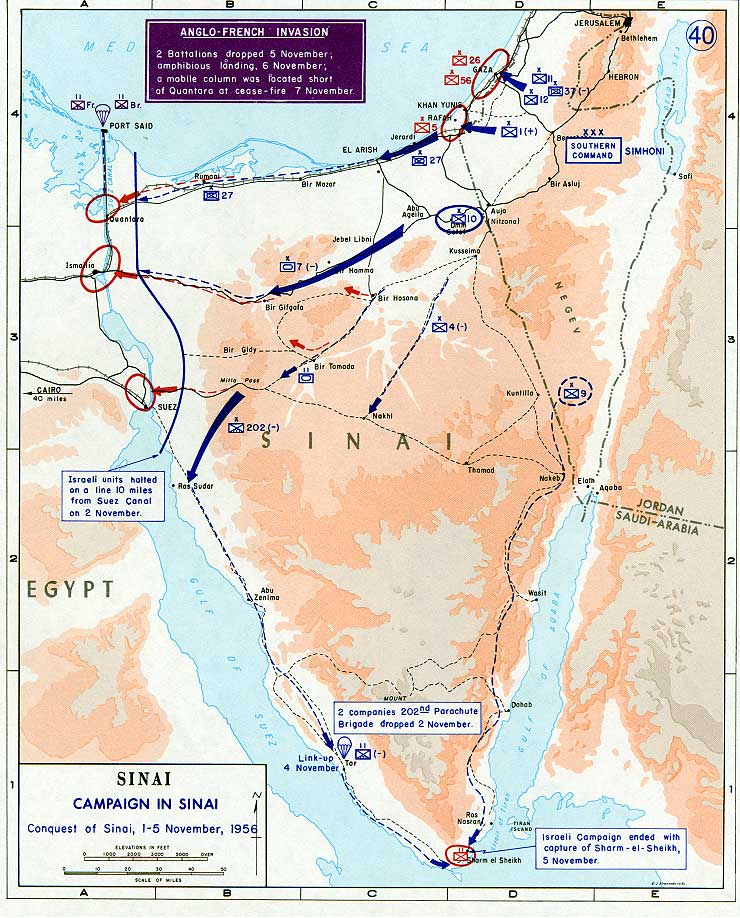
Sueskrise

Von 1517 bis 1906 war der Sinai Teil des Osmanischen Reichs. 1906 wurde er dem de facto seit langem unabhängigen Ägypten überschrieben, welches de jure nach wie vor Vasall des Osmanischen Reichs war. Einige Jahrzehnte nach dem Bau des Sueskanals (1859–1869) hatte sich das Britische Empire militärische Rechte einräumen lassen und erklärte Ägypten mit dem Sinai im Dezember 1914 zum britischen Protektorat. Im Januar 1915 begann eine osmanische Offensive zum Sueskanal, wodurch die Sinai- und Palästinafront eröffnet wurde. Der Norden des Sinai war vor allem im Jahr 1916 durchgehend Schauplatz zahlreicher Gefechte, die mit der britischen Eroberung von Al-Arisch endeten und sich dadurch nach Palästina verlagerten.
Am 29. Oktober 1956 marschierten israelische Truppen durch den Sinai zum Sueskanal, wodurch die Sueskrise ihrem Höhepunkt zusteuerte. Truppen aus Großbritannien und Frankreich – diesen beiden Ländern oblag aufgrund eines Pachtvertrages die Kontrolle über den Sueskanal – intervenierten anschließend und versuchten die Kontrolle über den von Gamal Abdel Nasser am 26. Juli 1956 verstaatlichten Kanal zurückzuerlangen. Auf politischen Druck der USA und der Sowjetunion zogen sich die nichtägyptischen Truppen wieder zurück und mit der United Nations Emergency Force (UNEF) wurde die erste internationale UN-Friedenstruppe auf dem Sinai stationiert. Im Mai/Juni 1967 zog sich die UNEF auf ägyptischen Wunsch zurück.
Im Sechstagekrieg von 1967 wurde die Halbinsel neben den syrischen Golanhöhen und der jordanischen Westbank von  Israel  besetzt. Damit reagierte Israel auf die Sperrung der Straße von Tiran, Israels einzigem Zugang zum Indischen Ozean, durch die Ägypter. Gamal Abdel Nasser brach daraufhin die Beziehungen zu den USA und auch einigen europäischen Staaten ab, da sie Israel unterstützten, mit der Folge der Zuwendung zur Sowjetunion (Waffenlieferungen).
Am 20. Februar 1973 verirrte sich eine Zivilmaschine Boeing 727 der Libyan Arab Airlines, Flugnummer LN 114, auf dem Flug von Tripolis nach Kairo aufgrund eines Sandsturms über dem Sinai in israelisch kontrollierten Luftraum. Nachdem die Besatzung sich weigerte, den Anweisungen von zwei israelischen Kampfjets Folge zu leisten, wurde das Flugzeug abgeschossen. Beim Versuch einer Notlandung der bereits brennenden Maschine in der Wüste starben 108 der 113 Insassen.
Ebenfalls im Jahr 1973, im Oktober, fand der Jom-Kippur-Krieg statt. Er endete am Verhandlungstisch und räumte Ägypten als Ergebnis teilweise die Rückerlangung von Territorien des Sinai ein.
Von 1973 bis 1979 waren die UN-Truppen im Rahmen der UNEF II Mission auf dem Sinai stationiert. Nach dem Camp-David-Abkommen 1978 und der Unterzeichnung des Israelisch-ägyptischen Friedensvertrages 1979 wurde der letzte Teil des Sinai 1982 an Ägypten zurückgegeben. Nach dem Ende von UNEF II folgte am 3. August 1981 eine internationale Friedenstruppe außerhalb der UN, die Multinational Force and Observers (MFO). 1989 wurde auch Taba bei Eilat zurückgegeben, um das bis dahin weiter verhandelt worden war.

#### Terroranschläge

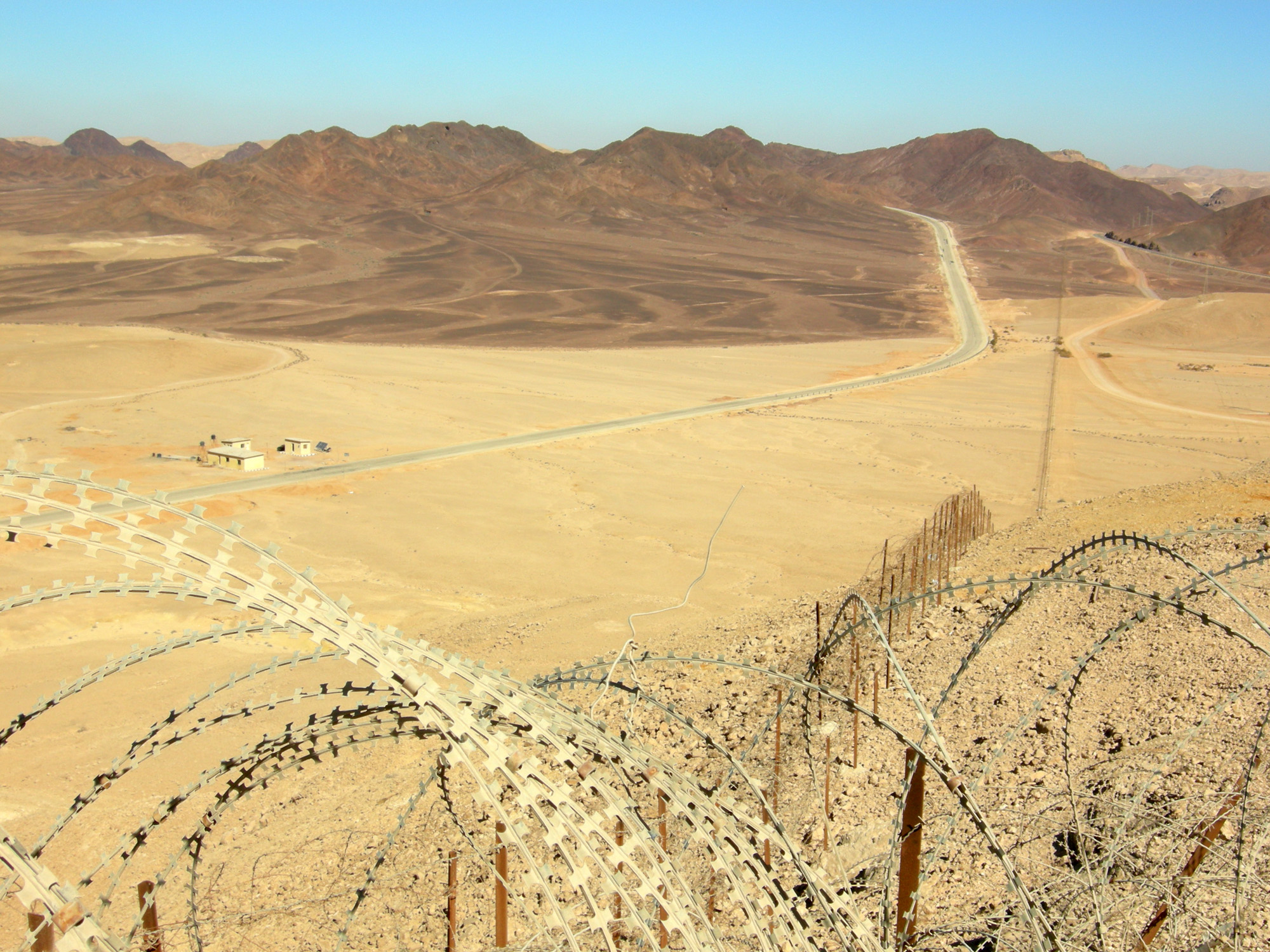
Israelisch-ägyptische Grenze bei Eilat

Am 7. Oktober 2004 explodierten vor dem Hilton Taba und im Beduinen-Camp (Moon Island Village) bei Nuwaiba Autobomben, es wurden mindestens 34 Menschen getötet. Als Urheber wird die Terrororganisation al-Qaida vermutet.
Im größten Badeort der Halbinsel Scharm asch-Schaich wurden am 23. Juli 2005 bei mehreren Terroranschlägen mindestens 88 Menschen getötet und über 100 verletzt.
Am 24. April 2006 fand gegen 19:15 Uhr Ortszeit ein Terroranschlag mit Explosionen an drei eng beieinander liegenden Stellen im Zentrum der Stadt Dahab statt. Es gab ca. 25 Tote und viele Schwerverletzte. Die Urheber der Anschläge konnten bisher nicht ermittelt werden.

#### Sinai-Aufstand
2011 begann, zuerst als Begleitzustand der ägyptischen Revolution, ein bewaffneter Konflikt auf der Sinai-Halbinsel. Radikalislamische Extremisten, überwiegend radikalisierte Beduinen, führten eine Serie von Terroranschlägen gegen die Arabische Gaspipeline und gegen eine Polizeiwache durch. Hierauf reagierte das ägyptische Militär mit der Operation Adler. Am 5. August 2012 attackierte eine militante Gruppierung eine Militärbasis und führte mit gestohlenen Panzerwagen einen Angriff auf einen israelischen Grenzübergang durch. Hierauf folgend kam es zu einer Militäraktion Ägyptens, Operation Sinai, bei der die Extremisten vertrieben wurden. Insgesamt gab es zwischen 95 und 103 Tote im Laufe des Konflikts.

#### Bau des Grenzzauns
In den Jahren 2006 bis 2013 reisten laut offiziellen Angaben mehr als 60.000 Menschen von der Halbinsel aus nach Israel ein, die meisten von ihnen kamen aus Eritrea oder aus dem Sudan.
Im ersten Halbjahr 2012 kamen 9.570 Migranten aus afrikanischen Ländern illegal nach Israel; dann beschloss das Kabinett Netanjahu II den Bau eines Metallzaunes an der Grenze. Im ersten Halbjahr 2013 kamen nur noch 34 Migranten.

## Verkehrsverbindungen
Eine wichtige Straßenverbindung war in römischer Zeit entlang der Küste von Kairo über Pelusium, al-Arisch und Rafah nach Norden die Via Maris. Eine weitere wichtige Straße verlief von Heliopolis nach Akaba und verband Ägypten mit der Via Nova Traiana. Im 16. Jahrhundert wurde sie während der Regierungszeit von Süleyman I. durch die sogenannte Tariq al-Bint ersetzt, wodurch der Weg nach Mekka erleichtert wurde.
Während des Ersten Weltkrieges gab es einen militärischen Vorstoß osmanischer Truppen nach Ägypten (siehe auch: Asien-Korps) mit dem Ziel, den Sueskanal zu unterbrechen. Die Osmanische Militärbahn in Palästina verlängerte dafür die Hedschasbahn 1915 bis el-Qusaima auf dem Sinai. Nachdem der osmanische Vorstoß abgewehrt worden war, wurde im Gegenzug im Jahr 1916 der Bau einer britischen Bahnstrecke der Sinai Military Railway (SMR) begonnen. Diese Strecke wurde zwischen 1920 und 1948 von den Palestine Railways betrieben, anschließend im südwestlichen Abschnitt von den Ägyptischen Staatsbahnen, im nördlichen Fünftel von der Rakkevet Israel (RI). Der ägyptische Abschnitt verläuft zwischen al-Qantara am Sueskanal und Rafah. Für Versorgung der israelischen Truppen auf dem Sinai während der Suezkrise und ihren Abzug bediente sich die RI der Strecke. Ägypten demontierte daraufhin 19 Kilometer Gleise zwischen Grüner Linie und Bahnhof Ghazzah.
Gegen Ende des Sechstagekriegs 1967 begann Israel beide Enden der Sinai-Bahn wieder zu verbinden, um die Strecke als logistisches Rückgrat fürs Militär einzurichten. Nebenstrecken, wie die am Ostufer des Suezkanals entlang gelegene Bahn nach al-Schatt wurde demontiert, um damit die Bar-Lev-Linie entlang des Kanals zu befestigen. Vom 9. bis 20. Juni des Jahres schlossen israelische Bahnarbeiter die durch Ägypten im Bahnabschnitt im Gazastreifen gerissene Lücke zwischen dem Bahnhof Jad Mordechai und dem Endpunkt der Ägyptischen Staatsbahnen im Bahnhof Gaza. Im Jom-Kippur-Krieg spielte der Güterverkehr auf der Sinai-Bahn eine wichtige Rolle beim Nachschub in der israelischen Defensive wie danach bei der Demobilisierung. Nach dem Frieden zwischen Israel und Ägypten 1979 diente sie Sinai-Bahn bis 1982 der Räumung der Halbinsel von israelischen Militärbasen und Siedlungen. Nach Abschluss des israelischen Rückzugs stellten die Ägyptischen Staatsbahnen die Strecke bis Bʾir al-ʿAbd wieder her. 
Von der Hafenstadt Nuwaiba im Osten verkehrt eine Fährverbindung der Arab Bridge Maritime Company ins jordanische Akaba.
2011 wurde bekannt, dass eine 32 Kilometer lange Brücke von Kap Nasrani, nahe Scharm asch-Schaich, zum saudi-arabischen Ras Hamîd gebaut werden soll.
Touristen erreichen die Badeorte am Golf von Akaba über die internationalen Flughäfen von Scharm asch-Schaich oder Taba und per Auto auf der Landstraße vom israelischen Eilat.
Es verkehren täglich Busse der East-Delta zwischen den Orten Scharm asch-Schaich, at-Tur, St. Katharina, Dahab, Nuwaiba, Taba und Kairo, unweit der Straße zu den in der Oase Ain Khudra liegenden Nawamis.

## Wirtschaft
Die ökonomische Struktur des Sinai ist vor allem vom Tourismus geprägt, daneben in deutlich geringerem Umfang durch Bergbau. Produzierendes Gewerbe und Landwirtschaft spielen eine untergeordnete Rolle.
2007/08 wurde eine Erdgas-Pipeline vom Norden bis in die Südspitze gebaut. Es existiert ein Programm der EU zur Förderung des Sinai und der Beduinen (SSRDP).

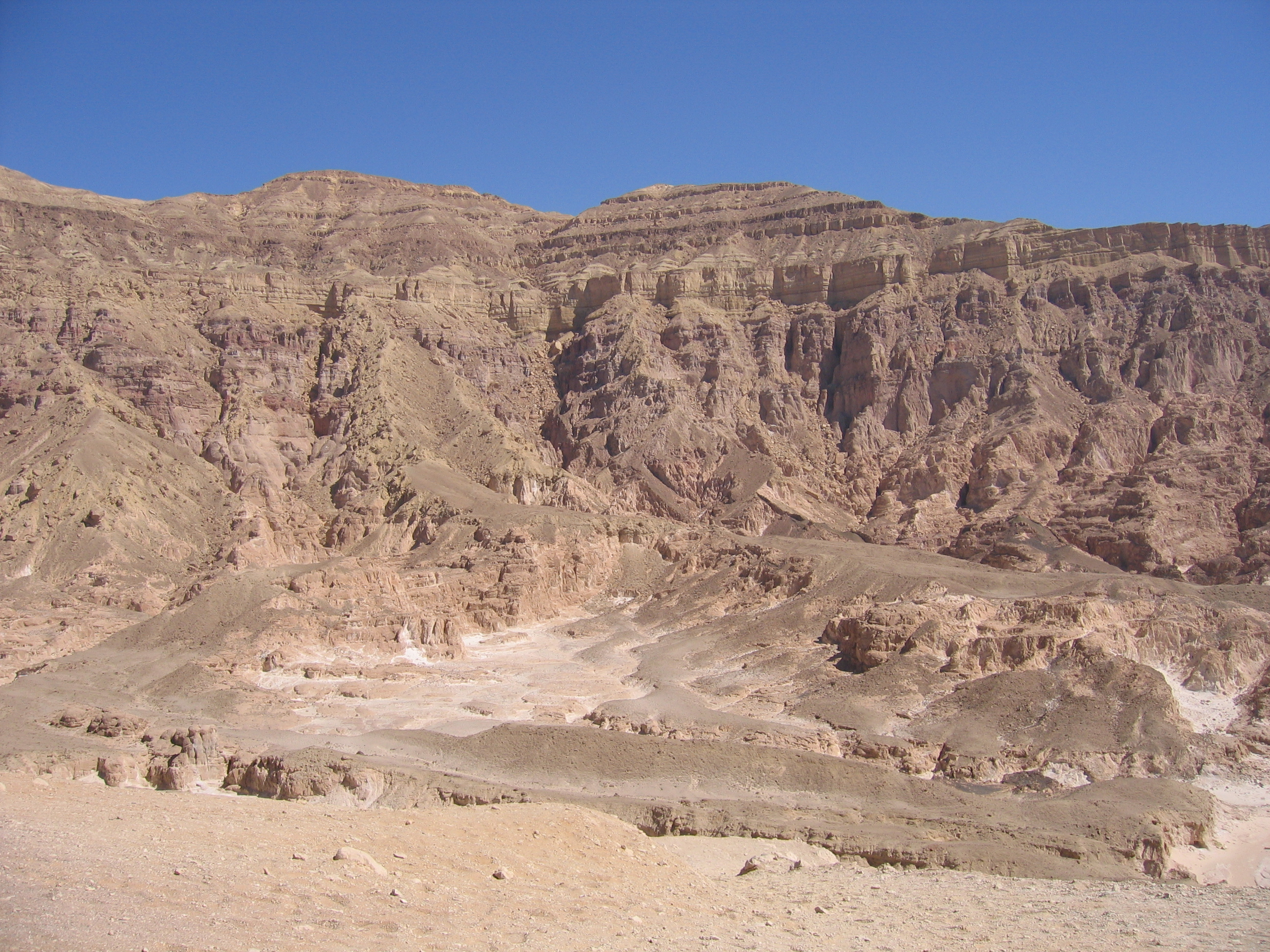
Canyon im Sinai

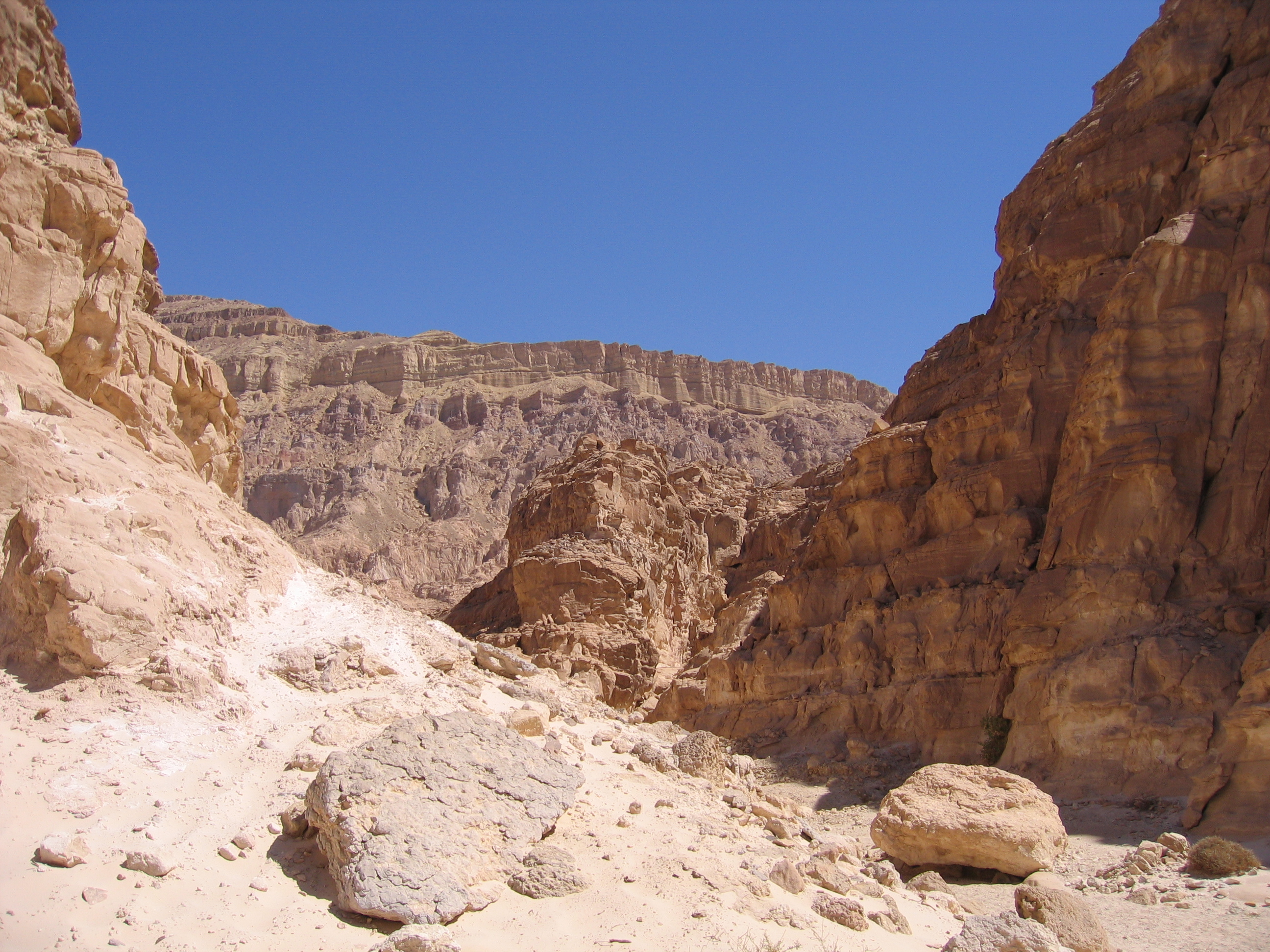
Canyon im Sinai

### Tourismus
An der Südspitze des Sinai gibt es einige touristische Einrichtungen, so der Ort Scharm asch-Schaich mit vielen Hotels und das ehemalige Fischerdorf/Beduinenlager Dahab, wo im Meer Korallenriffe zu einem beliebten touristischen Ziel für Taucher aus aller Welt geworden sind. Sie gehören zu den Nationalparks Dahab und Wadi Nabq. An der äußersten Südspitze befindet sich, ebenfalls reich an Korallenriffen, der unbewohnte Ras-Mohammed-Nationalpark. Der Tourismus wurde vor mehr als 20 Jahren von den Beduinen initiiert, die durch ihre Gastfreundschaft Globetrotter aus aller Welt im Sinai willkommen hießen. Sie waren auch die Erbauer der ersten Urlaubcamps, die sich idyllisch in die Küstenlandschaft des Roten Meeres einfügen. In den letzten Jahren haben internationale Veranstalter und andere Global Player den Sinai als Geldquelle für sich entdeckt und bauen immer mehr Hotels in dieser Gegend. Auch Bauruinen befinden sich dort, zumeist als Projekte mit Krediten finanziert und dann wegen Unwirtschaftlichkeit oder Geldknappheit aufgelassen.
Die Ursachen für den Baustopp der Hotelresorts sind vielfältig und reichen von Fehlinvestitionen über Veruntreuung staatlicher Subventionskredite bis hin zum Rückgang des Tourismus aufgrund der Verunsicherung durch Terroranschläge.
Bekannte touristische Orte der Beduinen am Golf von Akaba sind außer Dahab, Nuwaiba mit Tarabeen und Muzeina.
Mahash mit idyllischen Beduinen-Camps für verträglichen Tourismus (Strandurlaub, Abenteuerreisen, Studienreisen) und Taba, das an der Grenze zu Israel liegt.

### Bergbau
Die Sinai Coal Company in Maghara baut seit 1996 unter Tage Kohle ab, entdeckt wurde das Vorkommen bereits in den 1970er Jahren. Quarz wird abgebaut und noch unerschlossene Lagerstätten von Mangan und Uran sind bekannt.

## Sonstiges

### Jahrhundertdeal
Der Nordsinai wird immer wieder als Ausweichfläche eines zukünftigen Palästinenserstaates gehandelt. Die Frankfurter Allgemeine Zeitung berichtete am 16. Dezember 2017 über vorbereitende Maßnahmen des amtierenden ägyptischen Präsidenten Abd al-Fattah as-Sisi.

### Flora und Fauna

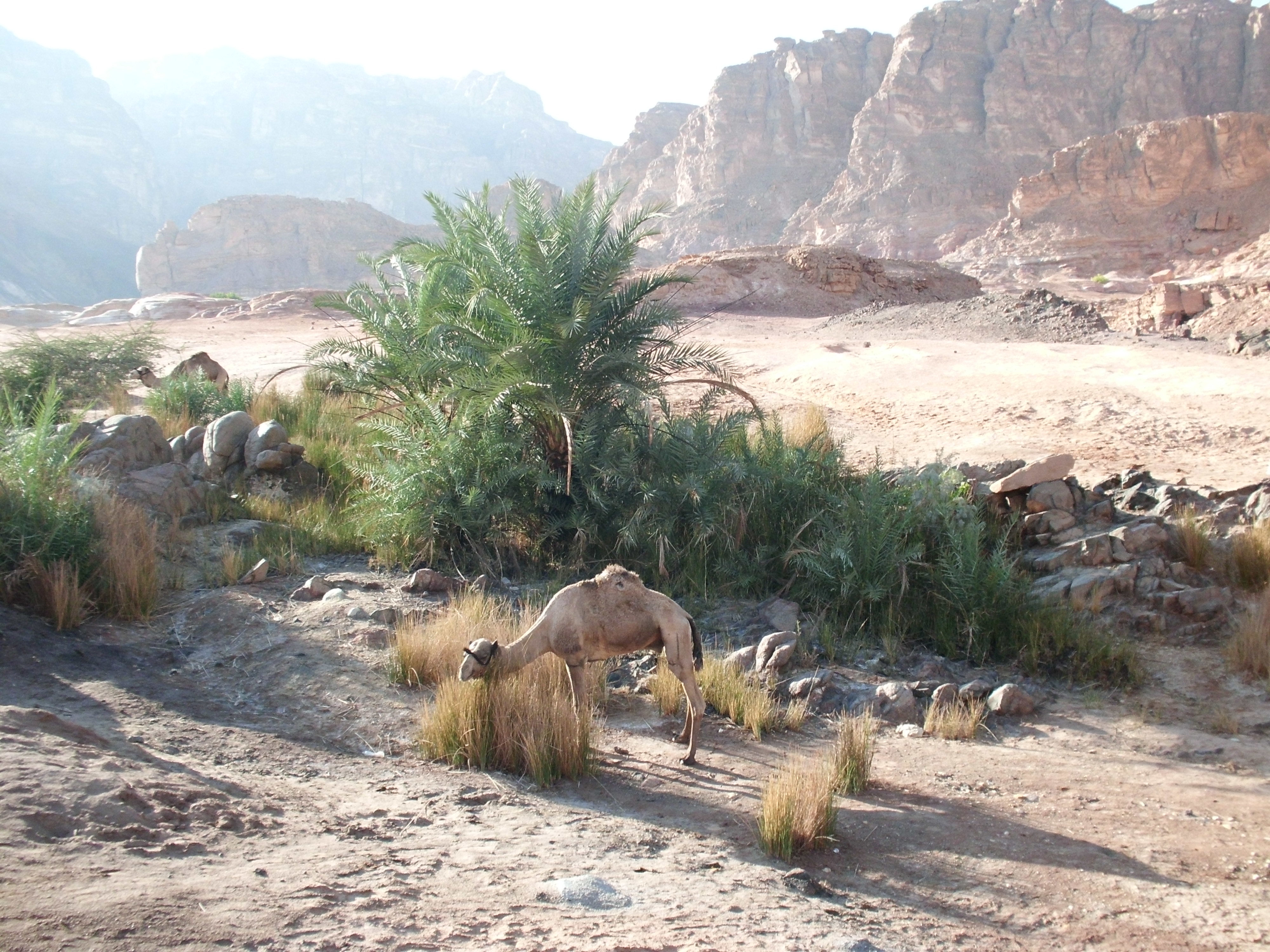
Kamele in kleiner Oase Sinai

Die Beduinen halten viele Dromedare und Ziegen, aber auch Pferde, Maultiere und Esel werden als Haustiere genutzt. Bei Wüstentouren stößt man gelegentlich auf Mäuse, Kaninchen, Hyänen, Schakale, Wüstenfüchse, Aasgeier sowie Gazellen und Wüstenspringmäuse. Oft sieht man Eidechsen und Geckos. Einst lebten im Sinai auch Giraffen, Leoparden, Löwen und Strauße. Schlangen (Kobras und Sandvipern) sowie Skorpione leben zurückgezogen und unter Steinen.
Ein besonderes Dorado für Meerestiere ist das Rote Meer. Die dortige Artenvielfalt an Meeresbewohnern umfasst unter anderem Delphine, Haie, Clownfische, Napoleonfische, Barrakudas, Thunfische, Rochen, Muränen und Papageienfische.
Die Pflanzenwelt auf dem Sinai und am Roten Meer prägen auffällig Akazien, Dattelpalmen sowie Wacholder und Tamarisken. Angeblich wurden mehr als tausend verschiedene Pflanzen nachgewiesen.
Am Roten Meer findet man Mangrovenwälder. Die nördlichsten weltweit befinden sich im Nabq Naturschutzgebiet, das etwas nördlich von Scharm asch-Schaich liegt.

### Klima
Herbst und Frühjahr sind die besten Reisezeiten, in denen die Temperaturen am moderatesten sind. Die Winter können sehr kalt werden, zumindest nachts. Andererseits warten die Sommer im Landesinneren mit 30 °C (in Einzelfällen bis zu 50 °C) auf. Etwas milder ist es am Roten Meer. Die Wassertemperatur dort sinkt nur selten unter 20 °C.